# Mitroidea
Mitroidea zijn een superfamilie van weekdieren uit de klasse van de Gastropoda (slakken).

## Taxonomie
De volgende families zijn bij de superfamilie ingedeeld:
- Charitodoronidae Fedosov, Herrmann, Kantor & Bouchet, 2018
- Mitridae Swainson, 1831
- Pyramimitridae Cossmann, 1901

### Synoniemen
- Pleioptygmatidae Quinn, 1989 => Pleioptygmatinae Quinn, 1989